# William Webb Ellis
Reverendul William Webb Ellis (n. 24 noiembrie 1806 — d. 24 ianuarie 1872) a fost un cleric englez anglican și presupus inventator al jocului de rugby, în timpul studiilor la Colegiul Rugby din Anglia. Conform legendei, a luat în brațe balonul în timpul unui meci de fotbal din 1823 și l-a purtat în spatele liniei porții adverse, deși tradiția cerea ca punctele să fie înscrise cu piciorul. Gestul lui William Webb Ellis, de a ține balonul în mâini, într-o fază a jocului în care așa ceva nu era permis, a făcut ca regulile colegiului din Rugby să evolueze progresiv. Numele i-a fost acordat trofeului înmânat echipei câștigătoare a Cupei Mondiale de Rugby, care se organizează cu începere din 1987.
Membru al „Piraților”, frăția elevilor cei mai vârstnici ai colegiului, William Webb Ellis avea o personalitate puternică și beneficia de o aură care i-a permis să-și impresioneze colegii. Când a depășit linia de țintă, a fost o adevărată lovitură, fizică, precum și morală, care a înmărmurit echipa adversă. Această "infracțiune" a fost repetată de mai multe ori în 1823. Matthew Bloxam, arheolog amator și cronicar de ocazie, a relatat faza în mai multe rânduri și a notat: „William Webb Ellis avea o mare siguranță și ambiția de a deveni cineva”.
William Webb Ellis a fost de origine galeză, după tatăl sau, James, care a servit în regimentul 1 de dragoni și care a staționat între 1808 și 1811 la Dublin, Dundak și Clonmel, în Irlanda. Acesta a murit în luptă, în 1812. În 1816, la nouă ani, orfan și bursier, William Webb Ellis a intrat la colegiul din Rugby. El a studiat mai apoi la Oxford, în 1825. Excelent jucător de cricket, a devenit preot, a luptat în Războiul Crimeei și a murit în Franța, la Menton, fără să știe că a dat naștere unui nou sport.